# Isotomodes sexsetosus
Isotomodes sexsetosus är en urinsektsart som beskrevs av da Gama 1963. Isotomodes sexsetosus ingår i släktet Isotomodes och familjen Isotomidae. Inga underarter finns listade i Catalogue of Life.